# French Open 1976 (Badminton)
Die French Open 1976 im Badminton fanden vom 3. bis zum 4. April 1976 in Le Havre-Beauville statt. Es war die 46. Auflage des Championats.

## Finalresultate
| Disziplin    | Sieger                    | Finalist                          | Ergebnis            |
| ------------ | ------------------------- | --------------------------------- | ------------------- |
| Herreneinzel | Peter Penneket            | David Hunt                        | 7-15, 15-6, 15-13   |
| Dameneinzel  | Yu Yuk Geor               | Lim Shour                         | 0-11, 11-8, Aufgabe |
| Herrendoppel | David Hunt Peter Penneket | Brian Keeling Nigel Tier          | 15-12, 15-14        |
| Damendoppel  | Lim Shour Yu Yuk Geor     | Patricia Assinder Viviane Beaugin | 15-8                |
| Mixed        | Liao Kun-fu Lim Shour     | Peter Penneket Hunt               | 15-4, 15-6          |